# قشلاق حاج‌هاشم ارشد
قشلاق حاج هاشم ارشد یک روستا در ایران است که در استان اردبیل واقع شده‌است. قشلاق حاج هاشم ارشد ۱۳ نفر جمعیت دارد.